# Eurhopalothrix chapmani
Eurhopalothrix chapmani é uma espécie de formiga do gênero Eurhopalothrix, pertencente à subfamília Myrmicinae.